# Barak Itzhaki
Barak Itzhaki (hebräisch ברק יצחקי; * 25. September 1984 in Aschkelon) ist ein ehemaliger israelischer Fußballspieler.

## Vereinskarriere
Der Stürmer stammt aus der Jugendmannschaft von Hapoel Aschkelon. Im Jahr 2003 holte Beitar Jerusalem Itzhaki in ihr Team. Bei Beitar Jerusalem spielte er fünf Jahre lang und erzielte 18 Tore. Im Januar 2008 wechselte er zum belgischen Verein KRC Genk, bei dem er einen Dreieinhalbjahresvertrag unterschrieb. Beim KRC Genk spielte auch sein Landsmann Elyaniv Barda. Itzhaki trug die Rückennummer 99.
Nach einem halben Jahr entschloss sich Itzhaki jedoch zu einer Rückkehr nach Jerusalem und unterschrieb bei Beitar Jerusalem einen Vierjahresvertrag.
Von 2010 bis zu seinem Karriereende 2018 spielte er mit einer kurzen Unterbrechung bei Maccabi Tel Aviv.

## Nationalmannschaftskarriere
Am 2. Juni 2007 gab Itzhaki gegen Mazedonien sein Debüt für die A-Nationalmannschaft. Insgesamt spielte er bis 2009 elfmal für sein Land und erzielte dabei ein Tor.

## Erfolge
- Israelischer Meister: 2007, 2008, 2014, 2015
- Israelischer Pokalsieger: 2008, 2009, 2015